# Nucli d'entitat singular de població
Un nucli d'entitat singular de població (NESP) és un nucli de població que conforma una unitat estadística de població i que per tant la seva població és recollida per les agències governamentals encarregades de fer-ho (IDESCAT, INE, ...).
A Catalunya, País Valencià i Illes Balears hi ha molts de nuclis de població que, per diverses raons, no tenen estadístiques de població i que per tant no en són pas, de NESP.
Un NESP forma sempre part d'una entitat singular de població (ESP), que pot tenir zero, un o més nuclis i pot tenir un disseminat. Moltes vegades hi ha una homonímia entre el nucli i l'entitat singular. Una ESP no necessàriament té un nucli, igual que no necessàriament té un disseminat.
L'IDESCAT i l'INE assignen als NESP un codi de 13/11 dígits, on els dos darrers no poden ser zeros.